# Nässom
Nässom – miejscowość (småort) w Szwecji w gminie Kramfors w regionie Västernorrland. Około 65 mieszkańców.